# Sentier de la Cataraqui

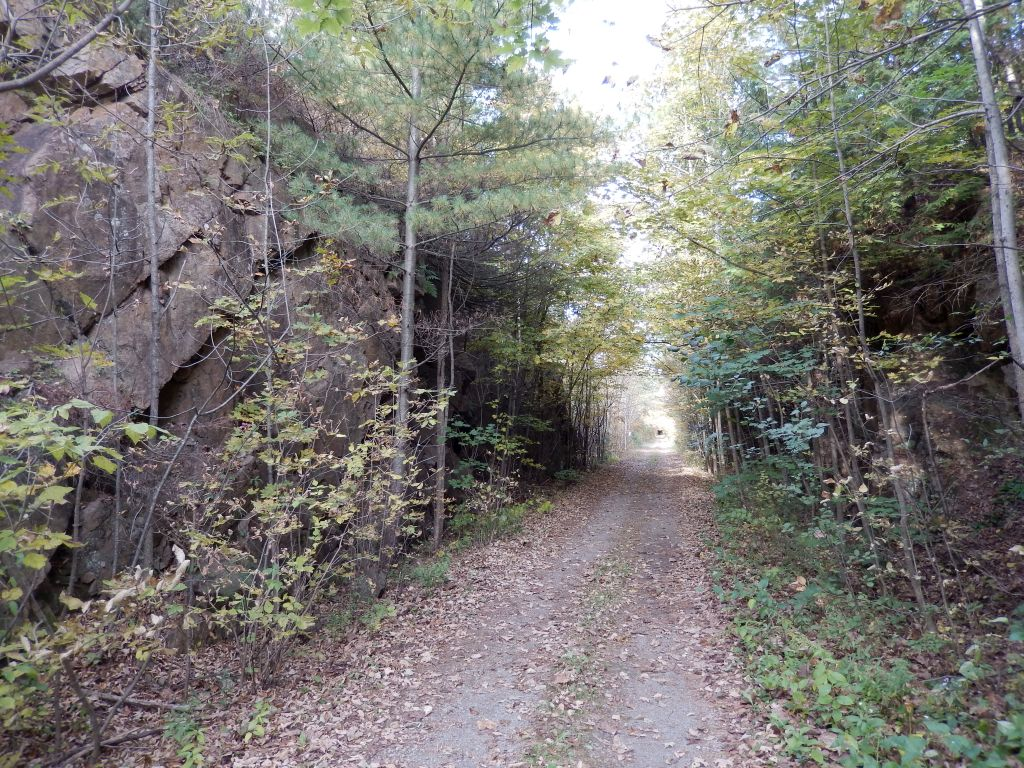
Passage du sentier au sein d'un massif rocheux près de Chaffey's Lock

Situé dans l'est de l'Ontario, le Sentier de la Cataraqui est un sentier ferroviaire de 104 km à usages récréatifs multiples qui passe à travers des champs, des bois, des lacs et des marais. Le sentier commence au sud-ouest de Smiths Falls, à un stationnement au sud de la Route 15. 
Vers le milieu, le sentier traverse la Réserve de biosphère de l'Arche de Frontenac. La section de 78 km allant de Smiths Falls à Harrowsmith fait partie du Sentier Transcanadien. Le sentier croise le canal Rideau à l'écluse Chaffey's Locks, près du kilomètre 42, et rejoint le K&P Rail Trail à Harrowsmith. Le Rideau Trail se partage le sentier de la Cataraqui en plusieurs endroits. Le sentier se termine à Strathcona, près de Napanee. Le sentier a plusieurs points d'accès.
Le chemin suit le lit de l'ancienne voie ferrée du Canadien National, qui a été donné à la Cataraqui Region Conservation Authority (CRCA) en 1997. Certaines sections sont de propriété privée, mais avec droit de passage. Le sentier n'est pas accessible aux véhicules à moteur, sauf pour les urgences, les travaux de maintenance et les motoneigistes possédant un permis de l'Ontario Federation of Snowmobile Clubs.